# Helena Neves
Maria Helena Augusto das Neves Gorjão (Lisboa, 17 de junho de 1945), conhecida como Helena Neves, é uma jornalista, escritora, investigadora e docente universitária portuguesa. Reconhecida pelo seu ativismo feminista e antifascista, tendo sido militante do Partido Comunista Português, durante o regime ditatorial do Estado Novo foi presa três vezes. Entre 2001 e 2002 foi deputada pelo Bloco de Esquerda.

## Biografia
Nascida Maria Helena Augusto das Neves em Lisboa, a 17 de junho de 1945, é oriunda de famílias com raízes proletárias pelo lado do pai e da burguesia pelo lado da mãe, tendo sido o seu avó paterno, dono e mestre de uma oficina de cantaria, anarquista e ateísta, uma das mais influentes figuras nos seus primeiros anos de vida. O seu pai, funcionário da Fundação Nacional para a Alegria no Trabalho, era apoiante do regime de António de Oliveira Salazar, e a sua mãe, outrora professora primária, vivia então dedicada aos papéis de mãe e esposa, proporcionando-lhe uma educação regrada, complementada com aulas de costura, piano e idas ao cinema para ver filmes bíblicos.
Anos mais tarde, no Liceu Filipa de Lencastre, era a única aluna da sua turma que não pertencia à Mocidade Portuguesa Feminina, "porque não gostava de fardas, de regras", segundo as suas próprias palavras. Com 14 anos escreveu textos para a Emissora Nacional II e criou com Dinis de Abreu um programa juvenil nos Parodiantes de Lisboa. Ingressando no Liceu D. João de Castro, foi aluna de Maria Manuela Palma Carlos, onde integrou o quadro de honra, despertou o seu interesse pela literatura portuguesa e começou a dar explicações de latim. Durante o mesmo período, com apenas 17 anos de idade começou a militar pelo Partido Comunista Português (PCP).
Decidida a continuar os seus estudos académicos, ingressou na Faculdade de Letras de Lisboa, onde cursou Filosofia. Por pertencer ao Secretariado do PCP e devido ao seu envolvimento em várias manifestações e lutas académicas, tendo ainda sido golpeada com a coronha de uma pistola de um agente da Polícia Internacional e de Defesa do Estado (PIDE), viu a sua bolsa de estudos ser lhe retirada e foi suspensa da faculdade por 40 dias. Sem contactos partidários após o evento, começou a dar aulas na Academia de Santo Amaro e na Colectividade de Rio Seco, onde conheceu Joaquim Fernando Gorjão Duarte, com o qual se casou.
Em 1968, frequentou uma reunião de mulheres da oposição, organizada na casa da escritora Sophia de Mello Breyner, nascendo desse encontro a proposta de criação da direcção da Comissão Eleitoral de Mulheres, com Eugénia Pereira de Moura, Helena Pato, Dulce Rebelo, Luísa Amorim e Lídia Pessoa Fernandes, entre outros nomes. Nesse mesmo ano, por estar sob a vigilância da PIDE e integrar a lista da Comissão Democrática Eleitoral (CDE) por Santarém, Helena Neves e o seu marido foram presos pela primeira vez, durante as vésperas da abertura da campanha eleitoral, sendo Helena libertada três meses depois, sem ir a julgamento, e o seu marido condenado com base numa prova caligráfica.
No ano seguinte, impedida de leccionar e com uma filha para cuidar, enveredou pelo jornalismo. Começou a trabalhar no Diário Feminino de Santarém, onde sofreu fortes pressões da PIDE, e posteriormente no Diário de Lisboa, Modas e Bordados ou no jornal República, integrando ainda o Movimento Democrático Eleitoral de Mulheres do distrito de Lisboa, conhecido posteriormente como Movimento Democrático de Mulheres (MDM), do qual é considerada uma das fundadoras, onde começou a interagir e colaborar com Maria Lamas, Lucília Estanco e outras mulheres antifascistas.
Em 1970, Helena Neves foi eleita para o cargo de directora do Gabinete de Imprensa do Sindicato dos Empregados de Escritório de Lisboa e do Sul, integrando ainda a equipa que, em regime de “semi-clandestinidade”, criou a Intersindical Nacional e o Boletim do Sindicato, sendo no entanto despedida do seu cargo devido à pressão do regime ditatorial.
Entre 1971 e 1974, dentro dos âmbitos políticos e associativos, ao lado de José Tengarrinha, Carlos Carvalhas e outros militantes comunistas, integrou o Conselho Português para a Cooperação e Segurança Europeia, a Assembleia de Representantes da Opinião Pública para a Cooperação e Segurança Europeia, tendo participado em diversas reuniões internacionais, o Conselho Nacional para a Paz, tendo participado, clandestinamente, com a historiadora Ana Maria Alves, numa reunião em Berlim, na RDA, e travado uma forte amizade com cónego belga Raymond Goor, do movimento Pax Christi, ou ainda a Comissão Nacional do III Congresso da Oposição Democrática, onde orientou a Mesa Estrutura e Transformações das Relações de Trabalho e a Comissão de Imprensa.
Em 1973, após se candidatar pelo distrito de Lisboa, na lista CDE/CEUD, foi novamente detida, sendo retida na prisão de Caxias durante vários dias. Um ano depois, nas últimas semanas de março, foi presa pela terceira vez, sendo libertada após a Revolução de 25 de abril de 1974.
Presenciando uma nova era de liberdade em Portugal, e sem necessidade de ocultar a sua militância partidária, trabalhou na redacção do jornal e órgão oficial do Partido Comunista Português, Avante!, dirigido por António Dias Lourenço, integrou a Comissão da Reforma Agrária junto do Comité Central e do Secretariado dos Jornalistas Comunistas, com Mário de Carvalho, foi conselheira no Conselho de Informação para a RDP e a RTP, e integrou o Núcleo das Mulheres Comunistas e a Comissão de Mulheres Comunistas, tendo participado na proposta legislativa, apresentada pelo partido, sobre a legalização do aborto, entre outras causas. Pelo MDM, nos anos que se seguiram, representou o Conselho da Comissão da Condição Feminina, exerceu o cargo de sub-directora na revista Mulheres, dirigida por Maria Lamas e posteriormente por Teresa Horta, e participou em diversos congressos femininos e feministas, organizados sobretudo nos países socialistas.
Nos anos 80 e 90, regressou à faculdade onde tirou o mestrado em Sociologia pela Universidade Nova de Lisboa e começou a professorar na Universidade Lusófona de Humanidades e Tecnologias.
Após ter sido eleita para o Comité Central do PCP em 1989, dois anos depois abandonou a militância do partido comunista e do movimento democrático feminista, aderindo como independente ao Bloco de Esquerda, em 1999.
Eleita em 2001 e 2002, tornou-se numa das primeiras deputadas pelo Bloco de Esquerda na Assembleia da República durante a VIII Legislatura, tendo integrado a Comissão de Trabalho, Solidariedade e Segurança Social e apoiado a legalização da contracepção de emergência, a união de facto de casais homossexuais, a criminalização da violência doméstica ou a legalização da interrupção voluntária da gravidez.

## Outras Fontes
- http://www.ulusofona.pt/directorio-de-docentes/maria-helena-augusto-das-neves-gorjao.html
- http://www.parlamento.pt/DeputadoGP/Paginas/Biografia.aspx?BID=1653